# May Aufderheidová
May Frances Aufderheide Kaufman (21. května 1888 – 1. září 1972 Pasadena) byla americká skladatelka ragtime a jedna z nejslavnějších pianistek tohoto hudebního žánru. Je autorkou jedné z dodnes nejhranějších ragtimových skladeb „The Thriller Rag“. 

## Život
Byla dcerou Johna Henryho Aufderheide, bankéře a milovníka hudby.
Během dětství May brala lekce od své tety May Kolmerové, která byla pianistkou Symfonického orchestru v Indianapolis a lektorkou na Metropolitní hudební škole v Torontu. Byla to ona, kdo v ní vzbudil zájem o hudbu a dal jí základní vzdělání. Později se začala zajímat o ragtime a začala komponovat.
V roce 1908 se vdala za Thomase Kaufmana, syna slavného amerického architekta Williama S. Kaufmana. Tehdy vyšla její první skladba a mladý pár se přestěhoval do Richmondu v Indianě, kde Kaufman pracoval. Aufderheide brzy ukončila svou hudební kariéru kvůli rodinným problémům, jako byl alkoholismus jejího manžela a problémové adoptované dítě. V roce 1947 se pár přestěhoval do Kalifornie a žil v Pasadeně v domě navrženém Thomasem, který se  jmenoval „Rose Villa“. Navzdory zdravotním problémům (artritidě), které ji upoutaly na invalidní vozík, May přežila svého manžela a dceru o několik let a zemřela v září 1972 v Pasadeně.
Skladatelka byla pohřbena se svým manželem v mauzoleu Mountain View v Altadeně.

## Dílo
1908
- Dusty Rag
- The Richmond Rag

1909
- The Thriller!
- Buzzer Rag
- I’ll Pledge My Heart to You

1910
- Blue Ribbon Rag
- A Totally Different Rag
- A Totally Different Rag Song (text Earle C. Jones)
- In Bamboo Land (text Earle C. Jones)
- My Girl of the Golden Days (text Earle C. Jones)

1911
- Novelty Rag
- Pompeian Waltzes
- I Want a Patriotic Girl (text Bobby Jones)
- Drifting in Dreams With You (text Rudolph Aufderheide)
- You and Me in the Summertime (text Rudolph Aufderheide)
- I Want a Real Lovin’ Man (text Paul Pratt)
- Pelham Waltzes

1912
- Dusty Rag Song (text J. Will Callahan)

## Galerie

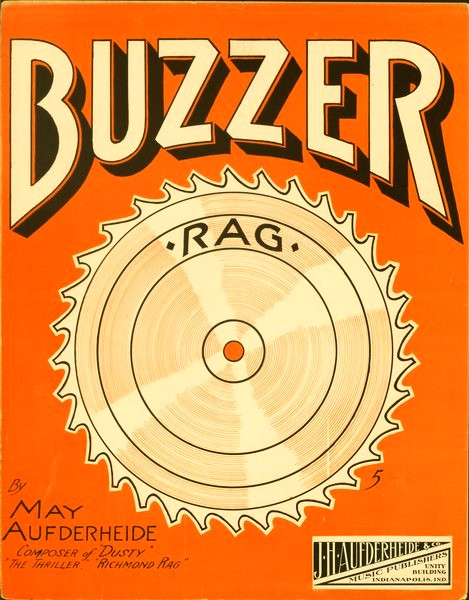
Titulní strana not „The Buzzer Rag“, 1909
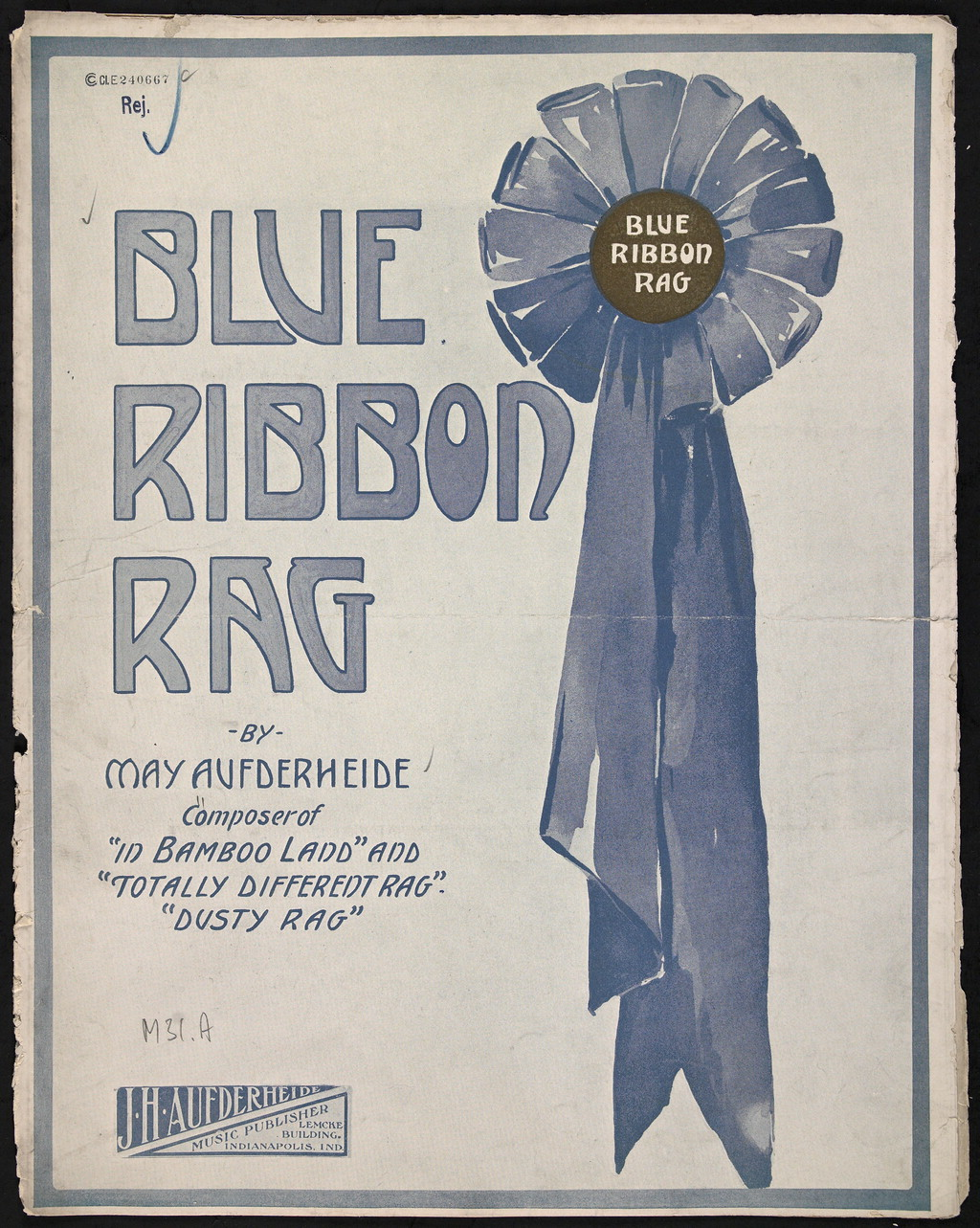
Titulní strana not „Blue Ribbon Rag“, 1910